# Notoraja ochroderma
Notoraja ochroderma is een vissensoort uit de familie van de Arhynchobatidae. De wetenschappelijke naam van de soort is voor het eerst geldig gepubliceerd in 1994 door McEachran & Last.